# Chantier naval Océan
Le chantier naval Océan (ukrainien : Завод «Океан») est un important chantier naval appartenant à l'État et situé à Mykolaïv, en Ukraine. 
Il est spécialisé dans la construction de moyen et grand tonnage et de barges.